# Ethiopian-Airlines-Flug 409
Ethiopian-Airlines-Flug 409 war ein Linienflug von Beirut, Libanon, nach Addis Abeba, Äthiopien. Am 25. Januar 2010 gegen 02:40 Uhr Ortszeit stürzte das Flugzeug kurz nach dem Abheben von dem Rafiq-al-Hariri-Flughafen ins Mittelmeer.

## Flugzeug
Das Flugzeug mit dem Luftfahrzeugkennzeichen ET-ANB war eine Boeing 737-800 mit der Seriennummer 29935.
Sie wurde am 2. April 2002 an Ryanair ausgeliefert und war dort mit dem Luftfahrzeugkennzeichen EI-CSW bis zum April 2009 im Einsatz. Seit dem 8. Dezember 2009 wurde das Flugzeug von Ethiopian Airlines unter seinem derzeitigen Kennzeichen geflogen.
Am 22. Januar hatte Boeing in einer Pressemitteilung bestätigt, dass Ethiopian 10 neue Flugzeuge des gleichen Typs bestellt hat und dabei den Geschäftsführer Ato Girma Wake mit einem Lob für die Zuverlässigkeit der B 737 zitiert.

## Flugunfall
Das Flugzeug der Ethiopian Airlines stürzte kurz nach dem Abheben vom Beiruter Rafiq-Hariri-Flughafen ins Mittelmeer. Das um 2 Uhr Ortszeit erstellte METAR warnte vor Gewittern in der Umgebung des Flughafens, die Windgeschwindigkeit betrug 8 Knoten (etwa 15 km/h). Das Flugzeug hob gegen 02:35 Uhr Ortszeit ab und verschwand vier bis fünf Minuten später von den Radarschirmen. Augenzeugen gaben an, dass das Flugzeug brannte, als es ins Meer stürzte. Der Flug hätte laut Flugplan um 07:50 Uhr Ortszeit (04:50 UTC) in Addis Abeba landen sollen.
Nach libanesischen amtlichen Angaben lag die Absturzstelle rund 3,5 km vor der Küste in der Nähe des Ortes Na'ameh. An der Suche nach Überlebenden und der Bergung der Opfer beteiligten sich die libanesische Armee, die libanesische Marine sowie Schiffe der United Nations Interim Force in Lebanon (UNIFIL), darunter das deutsche Minenjagdboot Laboe, und später auch der deutsche Tender Mosel.
Der Flugunfall war der erste Absturz am Beiruter Flughafen seit 1987 und der erste Absturz einer Maschine der betreffenden Fluggesellschaft seit der Entführung von Ethiopian-Airlines-Flug 961 im Jahr 1996.

## Passagiere und Crew
An Bord des Flugzeuges waren 82 Passagiere und 8 äthiopische Besatzungsmitglieder. 51 der Passagiere waren Libanesen, 23 Äthiopier, 2 Personen aus dem Vereinigten Königreich und je 1 Person aus Kanada, Frankreich, dem Irak, Russland, Syrien und der Türkei.
Bei dem Passagier aus Frankreich handelte es sich um die Ehefrau des französischen Botschafters in Beirut, Marla Sanchez Pietton.

## Untersuchung
Der Flugschreiber wurde am 28. Januar 2010 von dem amerikanischen Kriegsschiff Ramage geortet und im Februar durch die libanesische Armee aus 45 m Tiefe geborgen.
Im Abschlussbericht der libanesischen Zivilluftfahrtbehörde werden als wahrscheinliche Absturzursache Pilotenfehler genannt. Als beitragender Faktor wird chronische Übermüdung des Kapitäns festgestellt, der 188 Flugstunden innerhalb von nur 51 Tagen hatte ableisten müssen.